# Elizabethtown (Kentucky)
Elizabethtown ist eine Stadt mit dem Status City und gleichzeitig Verwaltungssitz (County Seat) des Hardin County im US-amerikanischen Bundesstaat Kentucky mit 31.394 Einwohnern (Stand: Volkszählung 2020).

## Geographie
Elizabethtown liegt rund 50 Kilometer südlich von Louisville und 20 Kilometer südöstlich von Fort Knox. Der Interstate-65-Highway verläuft durch die östlichen Bezirke von Elizabethtown.

## Geschichte
Erste Siedler ließen sich 1793 in dem Ort nieder, der im Gründungsjahr 1797 nach dem Vornamen der Ehefrau des Siedlers Andrew Hynes dann Elizabethtown genannt wurde. Als die Louisville and Nashville Railroad 1854 gebaut wurde, erlebte die Stadt einen starken wirtschaftlichen Aufschwung. Sie erlangte während des Sezessionskrieges eine hochgradige strategische Bedeutung. Mehrere antike Gebäude der Stadt sind in das National Register of Historic Places aufgenommen.

## Wirtschaft
Heute ist Elizabethtown weiterhin im industriellen und kommerziellen Wachstum begriffen. Aufgrund der günstigen klimatischen Verhältnisse und einer langjährigen Tradition, auch durch das im nahen Louisville stattfindende Kentucky Derby, sind in und um Elizabethtown einige Pferdezuchtbetriebe sowie Reitställe angesiedelt.

## Galerie

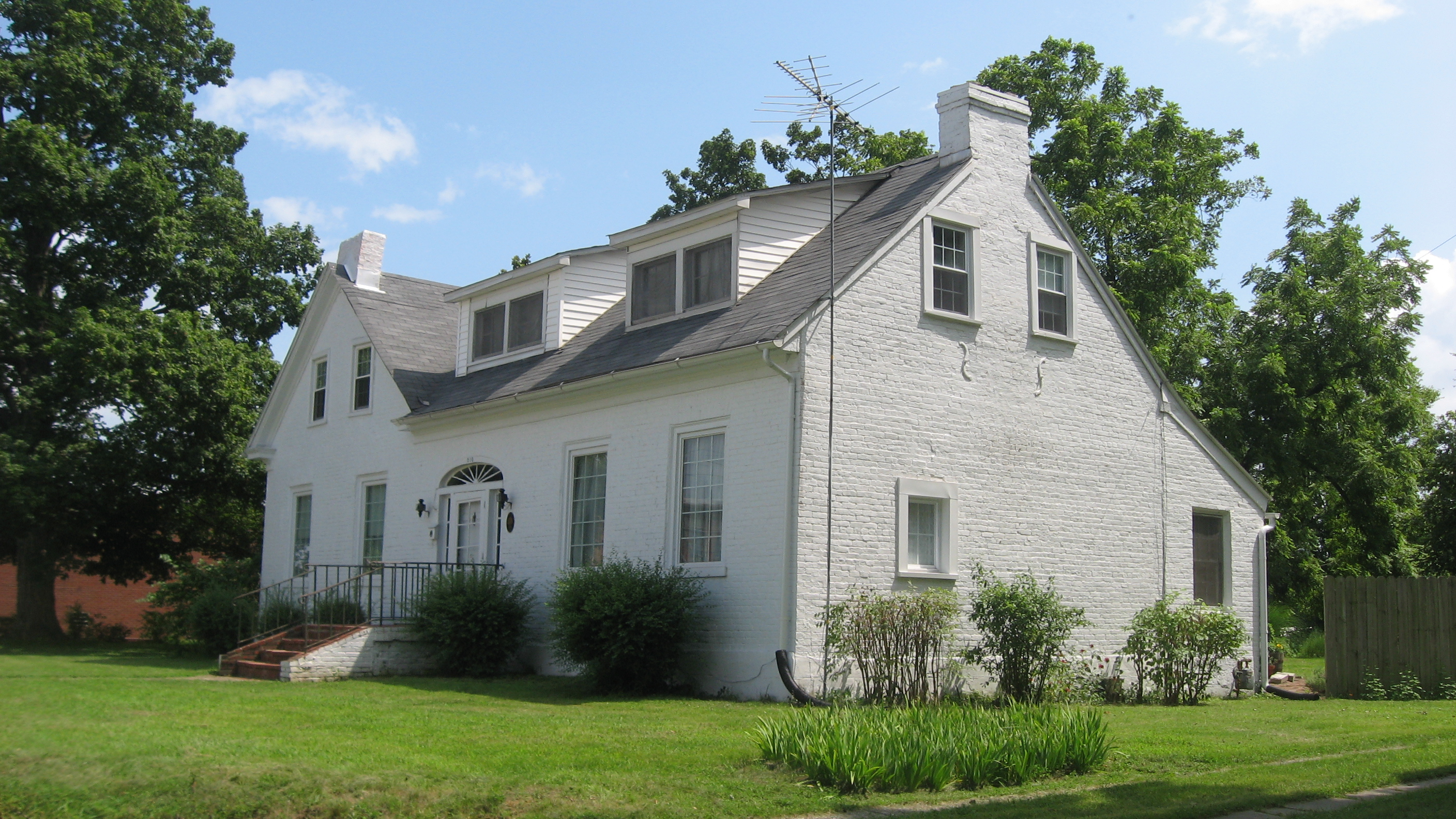
John B. Helm House
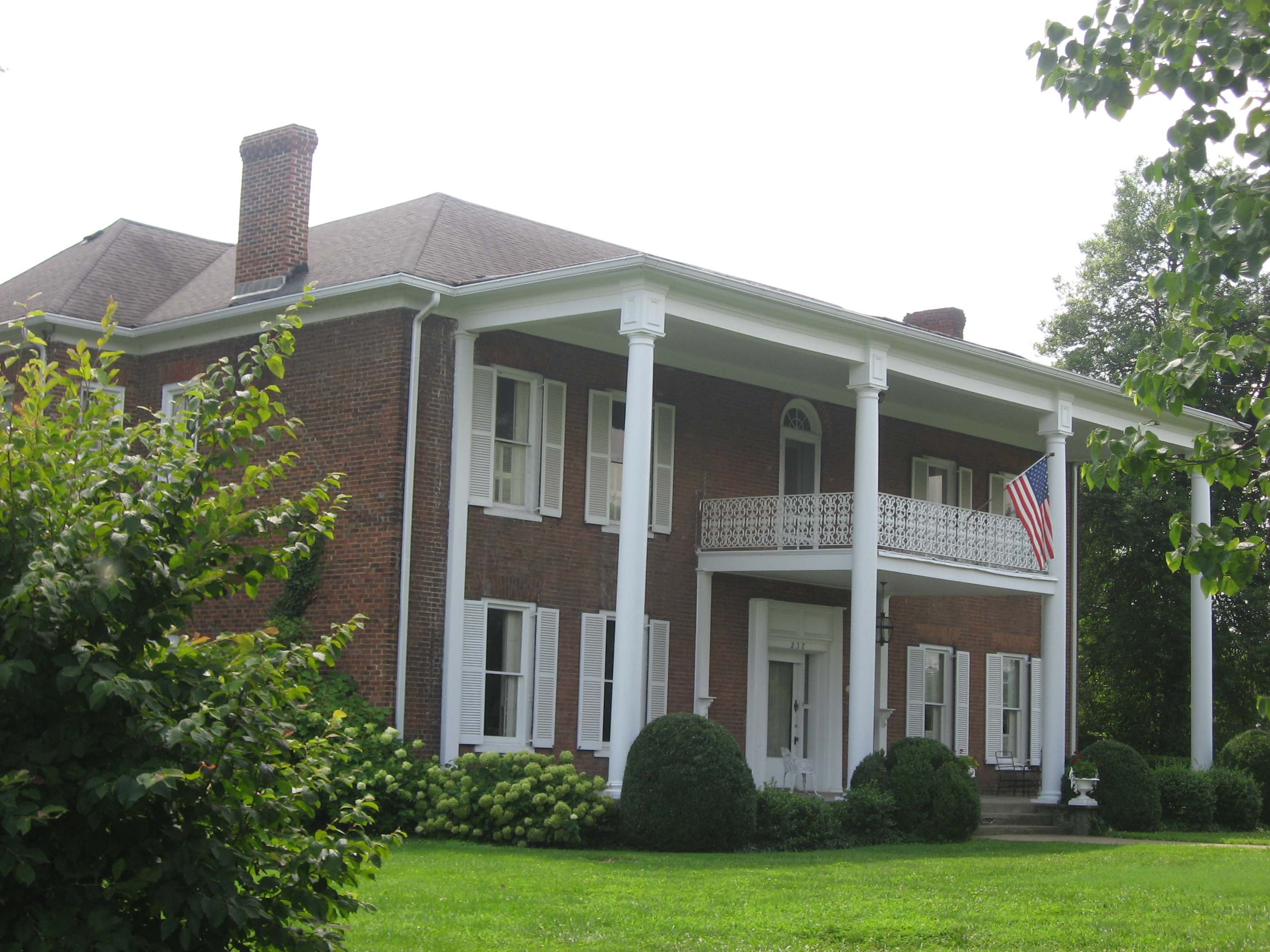
Benjamin Helm House
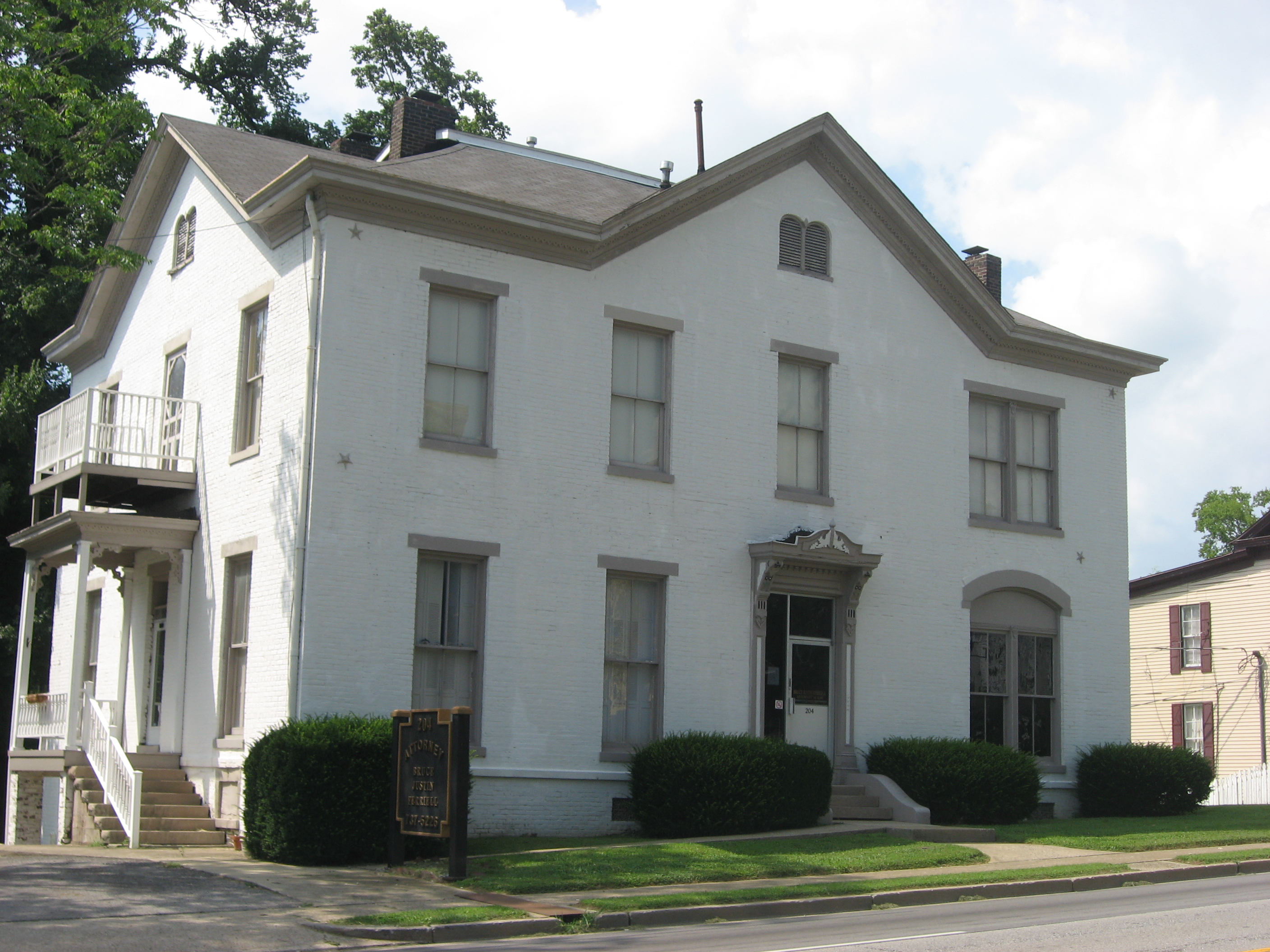
Dr. Robert B. Pusey House
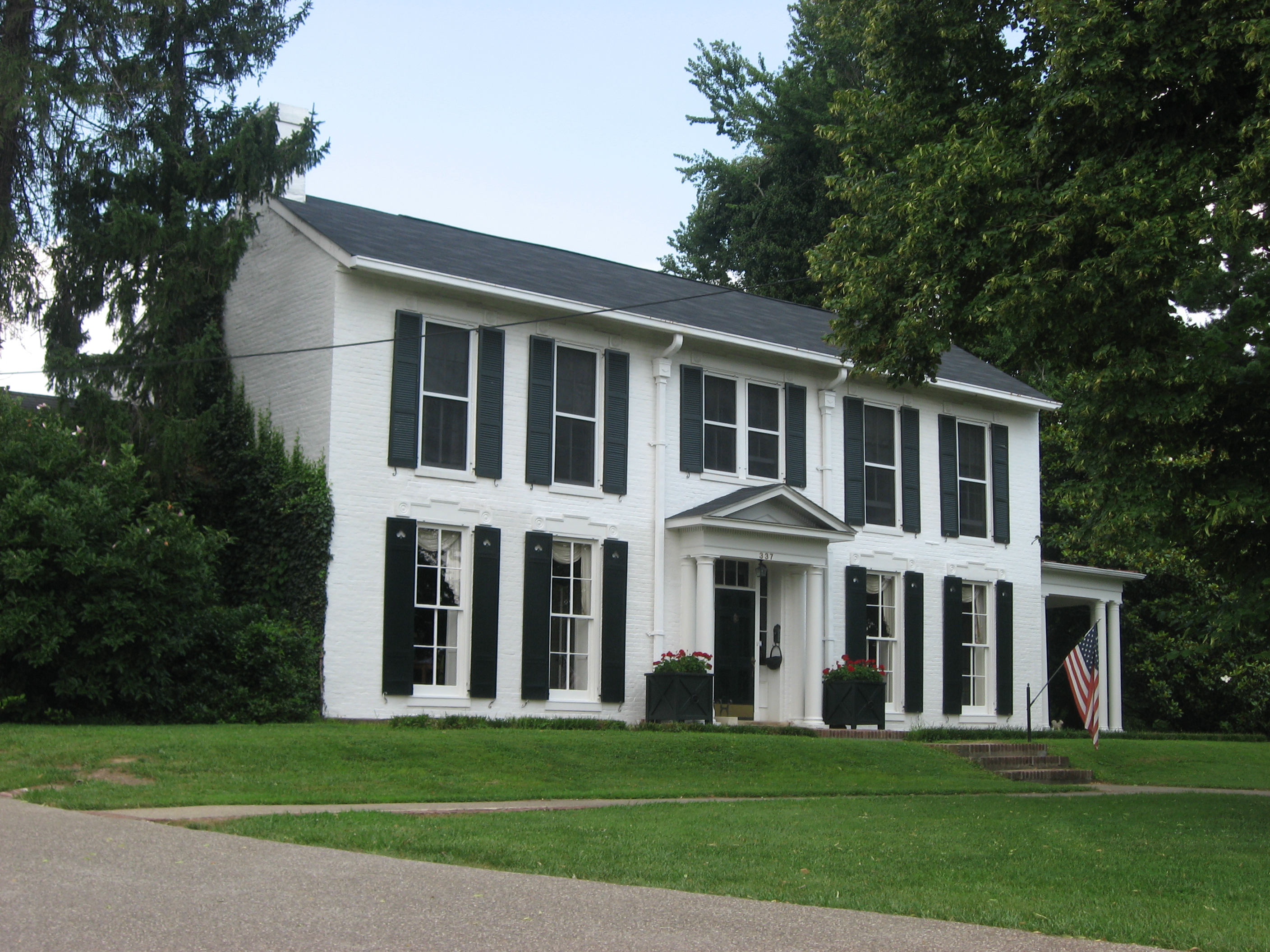
Samuel B. Thomas House

## Demografische Daten
Im Jahr 2012 wurde eine Einwohnerzahl von 29.335 Personen ermittelt, was eine Zunahme um 30,1 % gegenüber 2000 bedeutet. Das Durchschnittsalter der Bewohner lag im Jahr 2012 mit 35,4 Jahren unter dem Durchschnittswert von Kentucky, der 40,1 Jahre betrug. 12,1 % der heutigen Einwohner sind irischen Ursprungs. Weitere Einwanderungsgruppen während der Anfänge des Ortes kamen zu 11,9 % aus Deutschland und zu 11,5 % aus England.

## Söhne und Töchter der Stadt
- John L. Helm (1802–1867), Politiker
- Charles Debrille Poston (1825–1902), Politiker
- Charles Middleton (1874–1949), Schauspieler
- Mayme Logsdon (1881–1967), Mathematikerin und Hochschullehrerin
- Jack Montgomery (1881–1948), Reiter, Polospieler und Offizier der US Army
- Philip B. Coulter (* 1939), Politologe
- Kenny Perry (* 1960), Profigolfer
- Kelly Rutherford (* 1968), Schauspielerin
- Daniel Cameron (* 1985), Politiker